# توطئه‌گران (فیلم ۲۰۱۶)
توطئه گران (به انگلیسی: Marauders) یک فیلم سینمایی آمریکایی محصول سال ۲۰۱۶ در ژانر مهیج، اکشن و جنایی به کارگردانی استیون سی میلر است. بازیگران اصلی این فیلم بروس ویلیس، کریستوفر ملونی، دیوید باتیستا و آدریان گرنیر هستند.

## خلاصه داستان
زمانی که چند سارق مسلح و بی رحم به یک بانک دستبرد می‌زنند، تمام شواهد و مدارک به صاحب بانک و مشتریان رده بالایش ختم می‌شود. اما وقتی گروهی از مأموران FBI پرونده را با جِدیت بیشتری دنبال می‌کنند و سارقان نیز مستمر به کار خود ادامه می‌دهند، کاشف به عمل می‌آید که یک توطئهٔ بزرگ در جریان است…